# Wheathill (Shropshire)
Wheathill est une paroisse civile et un village du Shropshire, en Angleterre.